# Psiguria dunlapii
Psiguria dunlapii är en gurkväxtart som först beskrevs av Paul Carpenter Standley, och fick sitt nu gällande namn av R.J. Hampshire. Psiguria dunlapii ingår i släktet Psiguria och familjen gurkväxter. Inga underarter finns listade i Catalogue of Life.